# Podagrica menetriesi
Podagrica menetriesi é uma espécie de insetos coleópteros polífagos pertencente à família Chrysomelidae.
A autoridade científica da espécie é Faldermann, tendo sido descrita no ano de 1837.
Trata-se de uma espécie presente no território português.